# Ligue du Pacifique

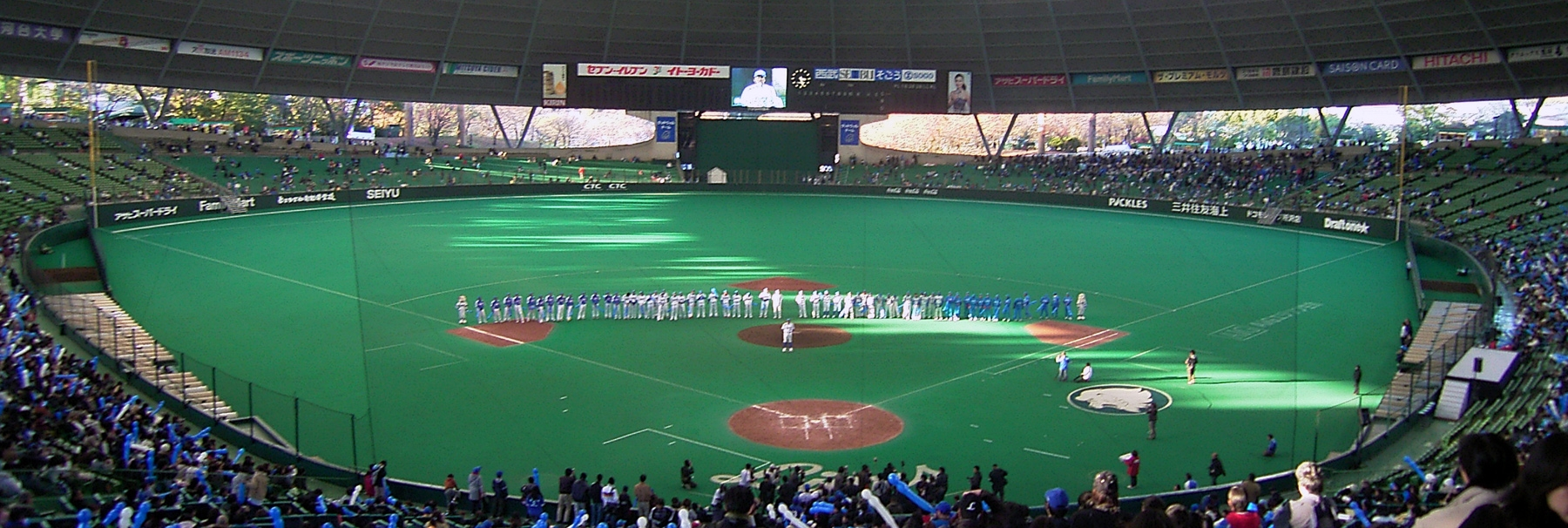
Le stade Seibu Dome ou joue l'equipe des Saitama Seibu Lions

La Ligue du Pacifique (japonais : パシフィック・リーグ, Pashifikku Rīgu), ou ligue Pa (パリーグ, Pa Rīgu), est l'une des deux ligues du Championnat du Japon de baseball, la ligue professionnelle de baseball de plus haut niveau du Japon. 
Elle compte six franchises ; la franchise victorieuse de cette ligue affronte le vainqueur de la Ligue centrale lors des séries du Japon (日本シリーズ, Nippon Shiriizu). La Ligue du Pacifique est associée à une ligue mineure de baseball : la Ligue de l'Ouest (ウエスタン・リーグ) qui compte cinq équipes.
L'une des principales différences entre ces deux ligues est que la Ligue centrale n'applique pas la règle du frappeur désigné, alors que la Ligue du Pacifique l'a mise en place en 1975.

## Franchises

### Franchises actuelles
| Equipe                       | Ville        | Fondation | Champion de ligue |
| ---------------------------- | ------------ | --------- | ----------------- |
| Chiba Lotte Marines          | Chiba        | 1950      | 5                 |
| Fukuoka SoftBank Hawks       | Fukuoka      | 1938      | 15                |
| Hokkaido Nippon Ham Fighters | Sapporo      | 1946      | 5                 |
| Orix Buffaloes               | Osaka / Kōbe | 1936      | 12                |
| Saitama Seibu Lions          | Tokorozawa   | 1950      | 21                |
| Tohoku Rakuten Golden Eagles | Sendai       | 2005      | 1                 |

### Anciennes franchises
- Osaka Kintetsu Buffaloes : 1950-2004
- Daiei Unions : 1950-1957
- Takahashi Unions : 1954-1956